# Clics modernos
Clics modernos (читається як Клікс моде́рнос) — студійний альбом аргентинського рокера Чарлі Гарсії, випущений 1983 року.
Запис диску проходив у Нью-Йорку. Презентація альбому відбулася 15-18 грудня 1983 року на стадіоні «Луна Парк» у Буенос-Айресі.
2007 року журнал «Rolling Stone» назвав цей альбом другим у списку найкращих в історії аргентинського року, а журнал «Al borde» — третім у списку 250 найкращих альбомів іспаномовного року.

## Список пісень
| #  | Назва                                         | Тривалість |
| -- | --------------------------------------------- | ---------- |
| 1. | «Nos siguen pegando abajo (pecado mortal)»    | 3:30       |
| 2. | «No soy un extraño»                           | 3:18       |
| 3. | «Dos cero uno (transas)»                      | 2:09       |
| 4. | «Nuevos trapos»                               | 4:08       |
| 5. | «Bancate ese defecto»                         | 4:56       |
| 6. | «No me dejan salir»                           | 4:21       |
| 7. | «Los dinosaurios»                             | 3:28       |
| 8. | «Plateado sobre plateado (huellas en el mar)» | 5:02       |
| 9. | «Ojos de video tape»                          | 3:37       |

## Музиканти, що брали учать у записі альбому
- Чарлі Гарсія — піаніно, гітара, синтезатор, семплер, драм-машина, вокал
- Педро Аснар — бас-гітара, гітара, вокал у пісні «Nos siguen pegando abajo»
- Ларрі Карлтон — гітара у піснях «No soy un extraño», «Los dinosaurios» і «Plateado sobre plateado»
- Кейсі Шеверрелл — ударні
- Дуг Норвінс — саксофон у пісні «Nuevos trapos»